# 85 років Харківській області (монета)
«85 ро́ків Ха́рківській о́бласті» — ювілейна монета номіналом 5 гривень, випущена Національним банком України, присвячена одному з найбільших промислових, економічних та культурних осередків України, центрів вищої освіти і науки — Харківській області, розташованій на північному сході України.
Монету введено в обіг 12 грудня 2017 року. Вона належить до серії «Області України».

## Опис монети та характеристики
| Номінал грн. | Метал                   | Маса, г | Діаметр, мм | Якість виготовлення       | Гурт                 | Тираж, штук |
| ------------ | ----------------------- | ------- | ----------- | ------------------------- | -------------------- | ----------- |
| 5            | нікелевий сплав, нордик | 9,4     | 28,0        | спеціальний анциркулейтед | секторальне рифлення | 35 000      |

### Аверс
На аверсі монети розміщено: угорі — малий Державний Герб України; по колу написи: «НАЦІОНАЛЬНИЙ БАНК УКРАЇНИ» (угорі), «П'ЯТЬ ГРИВЕНЬ» (унизу); праворуч — логотип Банкнотно-монетного двору Національного банку України; у центрі — композицію, що символізує область: білокам'яна будівля Шарівського палацу неоготичного стилю кінця ХІХ ст., під якою зазначено рік карбування монети — «2017», праворуч — стилізований трактор, ліворуч — одна з візитівок Харкова фонтан «Дзеркальний струмінь», унизу — пшениця і соняшник.

### Реверс
На реверсі монети зображено герб області, по колу розміщено написи: «ХАРКІВСЬКА ОБЛАСТЬ» (угорі), «ЗАСНОВАНА У 1932 РОЦІ» (унизу).

## Автори

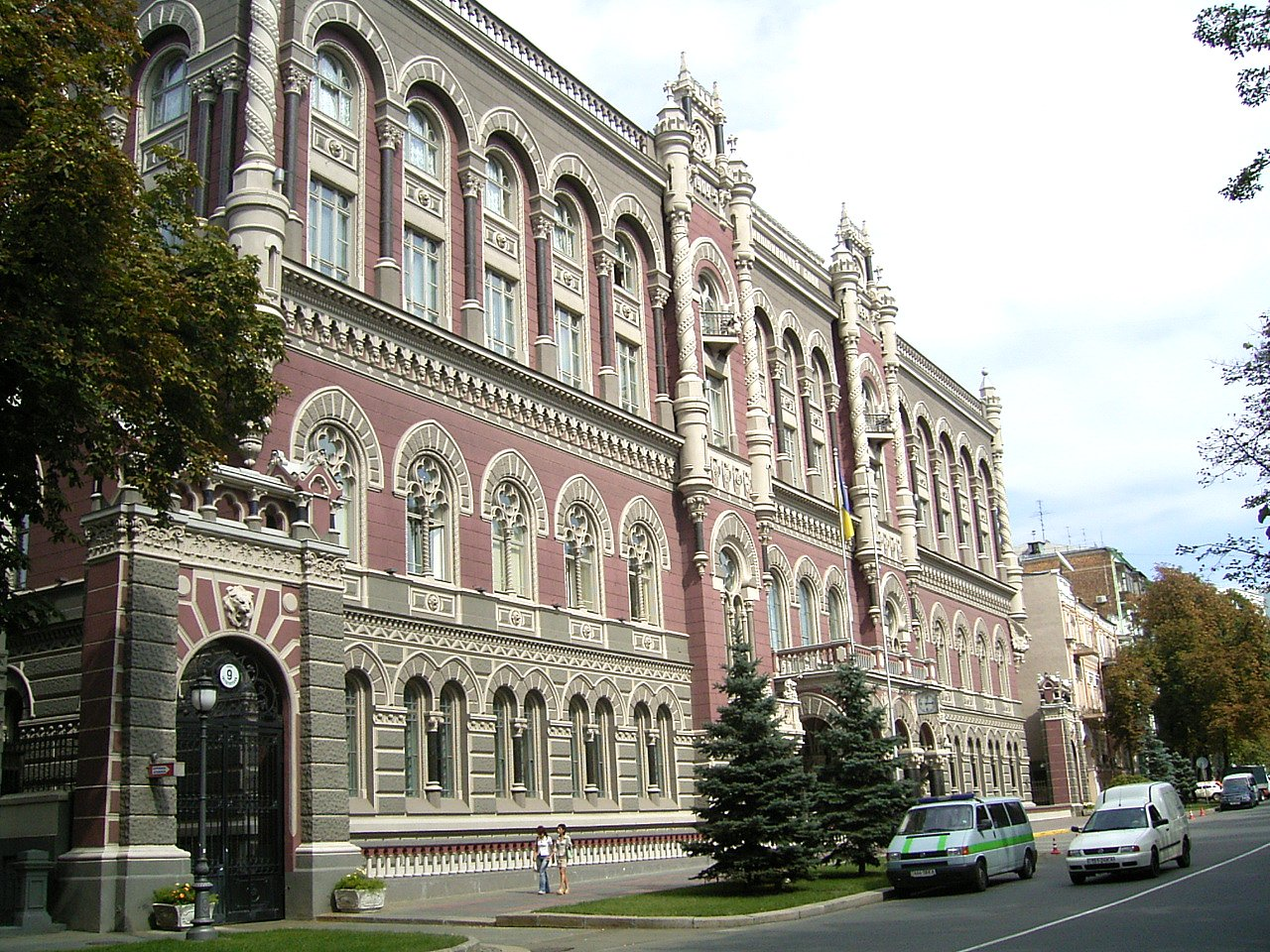
Будівля Національного банку України

- Художник — Іваненко Святослав.
- Скульптор — Іваненко Святослав.

## Вартість монети
Під час введення монети в обіг у 2017 році, Національний банк України реалізовував монету через свої філії за ціною 40 гривень.
Фактична приблизна вартість монети, з роками змінювалася так:
| Рік        | 2018 | 2019 | 2020 | 2021 | 2022 | 2023 | 2024 | 2025 |
| ---------- | ---- | ---- | ---- | ---- | ---- | ---- | ---- | ---- |
| Ціна, грн. | 140  | 130  | 115  | 120  | 125  | 190  | 310  | 650  |